# Eulepidotis viridissima
Eulepidotis viridissima là một loài bướm đêm trong họ Erebidae.